# Der fliegende Holländer
L'Holandès Errant (Der fliegende Holländer), WWV 63 és una òpera en alemany, amb llibret i música de Richard Wagner. El tema central és la redempció a través de l’amor. Wagner va dirigir l'estrena al Königliches Hoftheater Dresden el 1843.
Wagner afirma a la seva autobiografia de 1870 Mein Leben que es va inspirar per escriure l'òpera després d'una travessia marítima tempestuosa que va fer de Riga a Londres el juliol i l'agost de 1839. En el seu esbós autobiogràfic de 1843, Wagner reconeix que agafa la història de l'obra de Heinrich Heine de 1833 Les memòries del senyor von Schnabelewopski (Aus den Memoiren des Herrn von Schnabelewopski).
| Personatge                                              | tipus de veu   | Repartiment de l'estrena, el 2 gener de 1843 Director: Richard Wagner |
| ------------------------------------------------------- | -------------- | --------------------------------------------------------------------- |
| Daland, mariner noruec                                  | baix           | Friedrich Traugott Reinhold                                           |
| Senta, filla de Daland                                  | soprano        | Wilhelmine Schröder-Devrient                                          |
| Erik, caçador, promès de Senta                          | bass           | Carl Risse                                                            |
| Mary, dida de Senta                                     | contralt       | Thérèse Wächter                                                       |
| Timoner de Daland                                       | tenor          | Wenzel Bielezizky                                                     |
| Holandès                                                | baix - baríton | Johann Michael Wächter                                                |
| Mariners noruecs, tripulació de l'Holandès, dones joves |                |                                                                       |

## Instrumentació .
Der fliegende Holländer (L'Holandès Errant) està instrumentada per:
- piccolo, 2 flautes, 2 oboès (un d'ells dobla el corn anglès), 2 clarinets, 2 fagots.
- 4 trompes, 2 trompetes, 3 trombons i tuba baixa.
- Timbales.
- Arpa.
- Violins primers i segons, violes, violoncels i contrabaixos.

a l'escenari
- 3 piccolos, 6 trompes, tam tam, màquina de vent.

## Argument
Lloc: En la costa noruega

### Acte 1
En el seu viatge de tornada de pescar, el capità Daland es veu obligat per la tempesta a buscar un port de refugi a prop de Sandwike, al sud de Noruega. Deixa el timoner de vigilància i ell i els mariners es retiren. (Cançó del timoner: "Mit Gewitter und Sturm aus fernem Meer" – "Amb tempesta i tempesta en mars llunyans.") El timoner s'adorm. Un vaixell fantasmal que apareix a popa és llançat contra el vaixell de Daland al costat del mar i les cadenes de les àncores mantenen els dos vaixells junts. Unes mans invisibles enrotllen les veles del vaixell de l'Holandès. Un home d'aspecte pàl·lid, vestit de negre, amb la cara emmarcada per una espessa barba negra, trepitja terra. Es lamenta del seu destí. (Ària: "Die Frist ist um, und abermals verstrichen sind sieben Jahr" - "Ha arribat el moment i han passat set anys de nou") Com que una vegada va invocar Satanàs, el capità fantasma està maleït a recórrer el mar per sempre sense descans. Un àngel li va presentar els termes de la seva redempció: Cada set anys les ones el llançaran a la riba; si pot trobar una dona que li sigui fidel, serà alliberat de la maledicció.
Daland es desperta i coneix el desconegut. El desconegut escolta que Daland té una filla soltera anomenada Senta, i li demana la mà en matrimoni, oferint un cofre del tresor com a regal. Temptat per l'or, Daland accepta el matrimoni. El vent del sud bufa i ambdós vaixells salpen cap a la casa de Daland.

### Act 2
Un grup de noies locals canten i filen a la casa de Daland. (Cor de filadores: "Summ und brumm, du gutes Rädchen" – "Gira i gira, bona roda") Senta, la filla de Daland, contempla ensomniada una magnífica imatge del llegendari holandès que penja de la paret; ella vol salvar-lo. En contra de la voluntat de la seva dida, Mary, canta als seus amics la història de l'holandès (Ballada de Senta), com que Satanàs el va sentir jurar i el va prendre la paraula, ella promet salvar-lo amb la seva fidelitat.
El caçador Erik, el promès de Senta, arriba i l'escolta; les noies se'n van, i el caçador, que estima la donzella, l'avisa, explicant-li el seu somni, en què Daland va tornar amb un misteriós desconegut, que la va portar al mar. Ella escolta amb delit, i l'Erik se'n va desesperat.
Daland arriba amb el desconegut; ell i Senta resten mirant-se en silenci. Daland gairebé no és atès ni saludat per la seva filla, fins i tot quan presenta el seu convidat com el seu promès. En el següent duet, que tanca l'acte, Senta jura ser fidel fins a la mort.

### Act 3
La darrera escena
Més tard al vespre del final de l'acte II, les noies locals porten menjar i beguda als mariners de Daland. Conviden la tripulació de l'estrany vaixell a unir-se a l'alegria, però en va. Les noies es retiren meravellades; formes fantasmals apareixen treballant sobre el vaixell, i els homes de Daland es retiren amb por.
Arriba Senta, seguit d'Erik, que la hi retreu que l'hagués abandonat, ja que abans l'havia estimat i havia jurat constància. Quan el foraster, que ha estat escoltant amagat, escolta aquestes paraules, es veu aclaparat per la desesperació, ja que creu que ara està perdut per sempre. Convoca els seus homes, li confessa a Senta la maledicció i, davant la consternació de Daland i la seva tripulació, declara que és "Der fliegende Holländer" (L'Holandès Errant).
Quan l'Holandès salpa, Senta es llança al mar, afirmant que li serà fidel fins a la mort. Aquesta és la seva salvació. La nau espectral desapareix, i Senta i l'holandès es veuen pujant al cel.

### Discografia seleccionada
(Dir, orq i cors, Daland, Senta, Erik, Mary, Timoner, Holandès, marca, mitjà)
1. 1942 - Richard Kraus. Bayreuther Festspiel. Ludwig Hofmann, Maria Müller, Franz Völker, Lilo Asmus, Erik Zimmermann, Joel Berglund. PREISER. CD.
2. 1944 - Clemens Krauss. Bayerische Staatsoper. Georg Hann, Viorica Ursuleac, Karl Ostertag, Luise Willer, Franz Klarwein, Hans Hotter, ARKADIA. CD.
3. 1950 - Fritz Reiner. Metropolitan, NY. Sven Nilsson, Astrid Varnay, Set Svanholm, Hertha Glaz, Thomas Hayward, Hans Hotter, NAXOS. CD.
4. 1951 - Wilhelm Schüchter. Norddeutsche Rundfunks chor und Simf. Orch. Kurt Böhme, Helene Werth, Bernd Aldenhoff, Res Fischer, Helmut Krebs, Hans Hotter, WALHALL. CD.
5. 1953 - Rudolf Moralt. Wiener Staatsoper. Gottlob Frick, Christel Goltz, Max Lorenz, Rosette Anday, Anton Dermota, Otto Edelmann. GOLDEN MELODRAM. CD
6. 1955 - Ferenc Fricsay. RIAS Kammerchor. RIAS symphonie - Orch. Josef Greindl, Annelies Kupper, Wolfgang Windgassen, Sieglinde Wagner, Ernst Haefliger, Josef Metternich. DGG. CD.
7. 1955 - Joseph Keilberth. Bayreuther Festspiel. Ludwig Weber, Astrid Varnay, Rudolf Lustig, Elisabeth Schärtel, Josef Traxel. TESTAMENT. CD
8. 1955 - Hans Knappertsbuch. Bayreuther Festspiel. Ludwig Weber, Astrid Varnay, Wolfgang Windgassen, Elisabeth Schärtel, Josef Traxel, Hermann Uhde. ORFEO. CD.
9. 1959 - Wolfgang Sawallisch. Bayreuther Festspiel. Josef Greindl, Leonie Rysanek, Fritz Uhl, Res Fischer, Georg Paskuda, George London. MELODRAM. CD.
10. 1960 - Franz Konwitschny. Chor der Deutschen Staatsoper Berlin (DDR). Staatskapelle Berlin. Gottlob Frick, Marianne Schech, Rudolf Schock, Sieglinde Wagner, Fritz Wunderlich, Dietrich Fischer - Dieskau. BERLIN CLASSICS. CD.
11. 1960 - Thomas Schippers. Metropolitan NY. Giorgio Tozzi, Leonie Rysanek, Karl Liebl, Belen Amparan, William Olvis. FLI. CD.
12. 1961 - Wolfgang Sawallisch. Bayreuther Festspiel. Josef Greindl, Anja Silja, Fritz Uhl, Res Fischer, Georg Paskuda, Franz Crass. PHILIPS. CD.
13. 1962 - Antal Dorati. Royal Opera House - Covent Garden. Giorgio Tozzi, Leonie Rysanek, KArl Liebl, Rosalind Elias, Richard Lewis, George London. DECCA. CD.
14. 1963 - Karl Böhm. Metropolitan NY. Giorgio Tozzi, Leonie Rysanek, Sándor Konya, Lili Chookasian, George Shirley, George London. GALA. CD.
15. 1965 - Lorin Maazel. Deutsche Oper Berlin. Peter Lagger, Gladys Kuchta, Hans Beirer, Ruth Hesse, Donald Grobe, Josef Greindl. FLI. CD.
16. 1965 - Otmar Suitner. Bayreuther Festspiel. Josef Greindl, Anja Silja, William Olvis, Lili Chookasian, Hermann Winkler, Thomas Stewart. OD. CD.
17. 1966 - Georg Solti. Royal Opera House - Covent Garden. Gottlob Frick, Gwyneth Jones, Vilém Pribyl, Elisabeth Bainbridge, Kenneth MacDonald, David Ward. OD. CD.
18. 1968 - Otto Klemperer. BBC Chorus. New Philharmonia. Martti Talvela, Anja Silja, Ernst Kozub, Annelies Burmeister, Gerhard Unger, Theo Adam. EMI. CD.
19. 1971 - Karl Böhm. Bayreuther Festspiel. Karl Ridderbusch, Gwyneth Jones, Hermin Esser, Sieglinde Wagner, Harald Ek, Thomas Stewart. DGG. CD.
20. 1974 - Wolfgang Sawallisch. Bayerische Staatsoper. Bengt Rundgren, Catarina Ligendza, Hermann Winkler, Ruth Hesse, Harald Ek, Donald Mc Intyre. DGG. VIDEO.
21. 1976 - Georg Solti. Chicago Symphony Orch. and Chorus. Martti Talvela, Janis Martin, René Kollo, Isola Jones, Werner Krenn, Norman Bayley. DECCA. CD.
22. 1978 - Dennis Russell Davies. Bayreuther Festspiel. Matti Salminen, Lisbeth Balslev, Robert Schunk, Anny Schlemm, Francisco Araiza, Simon Estes. BR. CD.
23. 1980 - Horst Stein. Grand Thater Geneve. Suisse Romande. Karl Ridderbusch, Maria Slatinaru, Robert Schunk, Livia Budai, Ernst Dieter Suttheimer, Leif Roar. DMLB. VIDEO.
24. 1981 - Herbert von Karajan. Chor der Wiener Staatsoper, Berlin Philharmonic Orch. Kurt Moll, Dunja Vejzovic, Peter Hoffmann, Kaja Borris, Thomas Moser, José van Dam. EMI. CD.
25. 1984 - Sylvain Cambreling. Théâtre Royal La Monnaie. Fritz Hübner, Dunja Vejzovic, Kenneth Riegel, Ira d'Ares, Zeger Vandersteene, José van Dam. ENCORE. VIDEO.
26. 1985 - Woldemar Nelsson. Bayreuther Festspiel. Matti Salminen, Lisbeth Balslev, Robert Schunk, Anny Schlemm, Graham Clark, Simon Estes. DGG. VIDEO.
27. 1989 - Leif Segerstam. Savonlinna Festival. Matti Salminen, Hildegard Behrens, Raimo Sirkiä, Anita Välkki, Jorma Silvasti, Franz Grundheber. TELDEC. VIDEO.
28. 1991 - Wolfgang Sawallisch. Bayerische Staatsoper. Jaako Ryhänen, Julia Varady, Peter Seiffert, Anny Schlemm, Ulrich Ress, Robert Hale. EMI. VIDEO.
29. 1991 - Giuseppe Sinopoli. Deutsche Oper Berlin. Hans Sotin, Chreyl Studer, Plácido Domingo, Uta Priew, Peter Seiffert, Bernd Weikl. DGG. CD.
30. 1992 - Pinchas Steinberg. Vienna ORF Symphony orchestra, Budapest Radio chorus, Erich Knodt, Ingrid Haubold, Peter Seiffert, Marga Schiml, Jörg Hering, Alfred Muff. NAXOS. CD.
31. 1994 - James Levine. Metropolitan NY. Jan Hendrik - Rootering, Deborah Voigt, Ben Heppner, Birgitta Svenden, Paul Groves, James Morris. SONY. CD.
32. 2001 - Daniel Barenboim. Berlin State Opera orchestra & chorus. Berliner Staatskapelle. Robert Holl, Jane Eaglen, Peter Seiffert, Felicity Palmer, Rolando Villazón, Falk Struckmann. TELDEC. CD.
33. 2003 - Seiji Ozawa. Wiener Staatsoper. Walter Fink, Nina Stemme, Torsten Kerl, Margaretha Hintermeier, John Dickie, Franz Grundheber. HOUSE OF OPERA. DVD.
34. 2004 - Marc Albrecht. Bayreuther Festspiel. Jaako Ryhänen, Adrienne Dugger, Alfons Eberz, Uta Priew, Tomislav Muzek, John Tomlinson. FLI. CD.
35. 2011 - Marek Janowski. Rundfunkchor Berlin. Rundfunk - Simfonieorchester Berlin. Matti Salminen, Ricarda Merbeth, Robert Dean Smith, Silvia Hablowetz, Steve Davislim, Albert Dohmen. PENTATONE. CD.
36. 2013 - Andris Nelsons. WDR Rundfunkchor Köln. NDR Chor. Royal Concertgebouw Orchestra. Kwangchul Youn, Anja Kampe, Christopher Ventris, Jane Henschel, Russell Thomas, Terje Stensvold. RCO LIVE. CD.
37. 2013 - Christian Thielemann. Bayreuther Festspiel. Franz - Josef Selig, Ricarda Merbeth, Tomislav Muzek, Christa Mayer, Benjamin Bruns, Samuel Youn. OPUS ARTE. CD. VIDEO.